# 新加坡驻上海总领事馆
新加坡共和国驻上海总领事馆（英語：Consulate General of the Republic of Singapore in Shanghai），是新加坡驻中华人民共和国的六座使领馆之一，于1990年设立于上海市。

## 历史沿革
新加坡与中国自1990年10月建立外交关系后，原新加坡驻上海贸易代表处也在1992年2月20日改制为新加坡驻上海领事馆。1996年1月更名为新加坡驻上海总领事馆。

## 领区
新加坡驻上海总领事馆的领区服务范围包括上海、安徽省、江苏省及浙江省，主要处理来华访问的新加坡公民的常驻、生活、学习和工作事务，并致力于促进新、中两国间的政治、经济及文化交流。

## 历任馆长
新加坡驻沪商代分处代表
- 何国泰
- 尤善钡

新加坡驻沪领事
- 许金发：首任领事

新加坡驻沪总领事
- 王禄敬
- 谢德强
- 陈庆荣
- 叶伟杰：2008年至2012年
- 王首毅
- 罗德伟
- 蔡簦合：2020年5月至今